# Малахов (Волгоградская область)
Малахов — хутор в Серафимовичском районе Волгоградской области.
Входит в состав Пронинского сельского поселения.

## География

### Улицы
- ул. Речная
- ул. Светлая
- ул. Центральная
- пер. Дальний

## Население
| 2010 |
| ---- |
| 57   |